# Ariamnes của Cappadocia
Ariamnes II (trong tiếng Hy Lạp: Ἀριάμνης; cai trị từ năm 280 TCN - 262 TCN hoặc năm 230 TCN), là vua của xứ Cappadocia, ông đã vị người cha mình là Ariarathes II. Ông là người cha đầy lòng yêu thương đối với con cái, và vì vậy ông đã chia sẻ vương quyền với người con trai Ariarathes III (năm 262 TCN hoặc 255 TCN - 220 TCN) trong suốt những năm tháng cai trị của mình. Có lẽ ông là người đầu tiên giành lại được nền độc lập của Cappadocia từ tay đế chế Seleukos.